# 1755
1755 (MDCCLV) je bilo navadno leto, ki se je po gregorijanskem koledarju začelo na sredo, po 11 dni počasnejšem julijanskem koledarju pa na nedeljo.

## Rojstva
- 22. julij - Gaspard de Prony, francoski matematik, inženir († 1839)
- 4. december - Franc Kavčič, slovenski slikar († 1828)

Neznan datum
- Kaiho Seirjo - japonski konfucijanski sociolog in ekonomist († 1817)

## Smrti
- 10. februar - Montesquieu, francoski filozof (* 1689)
- 19. maj - Džang Tingju, kitajski politik in zgodovinar  (* 1672)